# European Association of Science Editors
L'Association européenne des éditeurs scientifiques (EASE) est une organisation à but non lucratif regroupant des acteurs de la publication et l'édition scientifique fondée en 1982.
EASE compte près de 500 membres (juillet 2020) qui vivent dans une cinquantaine de pays[réf. souhaitée].
EASE organise une conférence tous les 2 ou 3 ans.

## Historique
EASE est créé en mai 1982 à Pau par l'Association européenne des éditeurs des sciences de la vie (ELSE) et l'Association européenne des éditeurs des sciences de la Terre (Editerra).
L'Association européenne des éditeurs de périodiques biologiques (EAEBP) est créée en avril 1967 à Amsterdam. L'EAEBP est renommé European Life Science Editors (ELSE) lors de sa première assemblée générale, tenue à la Royal Society de Londres en 1970.
L'Association européenne des éditeurs des sciences de la Terre (Editerra) est créée lors d'une réunion de l'assemblée constituante de l'Association européenne des éditeurs des sciences de la Terre, tenue à Paris du 2 au 4 décembre 1968, sous le parrainage de l'Unesco et de l'Union internationale des sciences géologiques,.
ELSE s'est joint à Editerra pour former l'Association européenne des éditeurs scientifiques (EASE) en 1982. Les objectifs de l'organisation comprennent l'élaboration de normes internationales pour les revues scientifiques, des lignes directrices pour les auteurs dont la langue maternelle n'est pas l'anglais, la republication d'articles dans plusieurs langues et l'amélioration de la communication scientifique en général,.

## Gender Policy Committee
Lors de son congrès de 2012, a été créé le EASE Gender Policy Committee, la première initiative internationale visant à lutter en faveur de l'égalité sexuelle dans les articles scientifiques. Le comité de politique de genre d'EASE s'efforce de faire progresser les rapports et la communication sensibles au genre et au sexe dans le domaine scientifique.

## EASE Guidelines for Authors and Translators of Scientific Articles
Les directives EASE pour les auteurs et les traducteurs d'articles scientifiques à publier en anglais (souvent abrégées en Directives EASE pour les auteurs et les traducteurs) ont été publiées pour la première fois par l'association en 2010, puis régulièrement mises à jour. Elles sont le résultat de discussions en ligne et lors de la conférence EASE de 2009, ainsi que de consultations ultérieures au sein du Conseil EASE. Le document comprend un ensemble succinct de directives pratiques expliquant comment rédiger des manuscrits complets, concis et clairs.
Les directives soulignent la nécessité d'une structuration appropriée de l'article (par exemple, rendre explicite l'hypothèse testée dès l'introduction), produire un résumé très informatif (y compris en fournissant les données et les conclusions les plus importantes) et rédiger de manière compréhensible. Les questions éthiques sont également prises en compte, par exemple les critères de paternité, le plagiat, les publications redondantes ainsi que plus largement la fraude scientifique. Le document a été traduit dans de nombreuses langues pour faciliter sa compréhension et aider les scientifiques des pays non anglophones.

## Affiliations
EASE est affiliée à l'Union internationale des sciences biologiques (IUBS) et à l'Union internationale des sciences géologiques (UISG). Elle a un statut de liaison de catégorie A au sein de l'Organisation internationale de normalisation (Comité technique 46/sous-comité 9) (ISO) et est présente aux comités de la British Standards Institution. Grâce à son affiliation à l'IUBS et à l'IUGS, l'association est également affiliée au Conseil international pour la science (ICSU) et entretient ainsi des relations formelles avec l'UNESCO.

## Voir également
- Association américaine pour l'avancement des sciences (AAAS)
- Association américaine des rédacteurs médicaux (AMWA)
- Conseil des éditeurs scientifiques (CSE)
- Fondation européenne de la science